# Мошвешве I
Мошвешве I, Мшешве, Мшвешве, Мошеш I — верховний вождь басото (суто) у 1822—1870 роках, засновник держави Лесото.

## Життєпис
Роки життя — бл.1786 — 11 березня 1870. Був вождем баквена — одного з племен суто. У 1823 р. під натиском більш сильних племен зулу відійшов зі своїм плем'ям на південь і заснував поселення на горі Таба-Босіу, що була природною неприступною фортецею. Добивався об'єднання суто. Ставши верховним вождем, сприяв зародженню державності в суто. Мошвешве проявив себе далекоглядним політиком, дипломатом, талановитим організатором. У 1820-х рр. він відбив напад матабеле. З часу великого треку бурів суто на чолі з Мошешем I змушені були вести збройну і дипломатичну боротьбу за незалежність. Мошвешве провів низку важливих адміністративних і військових реформ, створив кінні загони, закуповував вогнепальну зброю, заохочував створення шкіл і розвиток освіти. Мошеш чинив опір англійській експансії, у грудні 1852 розгромив британський військовий загін біля Береа. Найбільщ запекла боротьба йшла проти експансіоністської політики Оранжевої держави, заснованої бурами на землях суто. Небезпека завоювання бурами всієї території суто змусила Мошеша домовитися у 1868 з англійцями про встановлення британського протекторату над країною суто.